# مناظره‌های علی بن موسی الرضا
مناظره‌های علی بن موسی الرضا، یا به تعبیر دیگر، مجالس الرضا، مناظرات الرضا و احتجاج الرضا؛ به مجموعه مناظره‌هایی گفته می‌شود که علی بن موسی الرضا (۱۴۸ه‍.ق مدینه – ۲۰۳ه‍.ق خراسان) امام هشتم شیعیان دوازده‌امامی، با علمای مذاهب مختلف اعتقادی و کلامی، برگزار کرد. مهم‌ترین این مناظره‌ها که توسط منابع روایی شیعه با دقت بیشتری گزارش شده‌است، مربوط به مناظره‌ها در بین سال‌های ۲۰۱ تا ۲۰۳ ه‍.ق است که توسط وی در شهر مرو و در کاخ مأمون — خلیفه عباسی — رخ داد. وی در این دوران، به منصب ولایتعهدی مأمون منسوب بود. علاوه بر مناظره‌های وی در دوران ولایتعهدی، منابع شیعی برای او مناظره‌هایی در بصره و مدینه نیز گزارش کرده‌اند.
مناظره‌هایی که علی بن موسی الرضا در کاخ مأمون برگزار می‌کرد، به درخواست و تدارک مأمون فراهم شده بود. در چرایی تدارک این جلسات توسط مأمون که مخالفت اعتقادی با علی بن موسی الرضا داشت، اختلاف‌هایی وجود دارد؛ معتزلی مسلک بودن مأمون، شیعه‌گری او، همزمانی با نقطه اوج نهضت ترجمه، تخریب چهره علمی علی بن موسی الرضا و دلایل سیاسی، از جمله اهداف و غرایضی است که برای تدارک این جلسات گزارش شده‌است. به هر حال، علی بن موسی الرضا در این دوران مناظراتی با جاثلیقِ مسیحی، رَأسِ جالوتِ یهودی، بزرگِ هیربَدانِ زَرتُشتی و مناظره‌ای با عِمرانِ صابی داشته‌است. از دیگر مناظراتی که برای علی بن موسی الرّضا گزارش شده‌است، مناظره‌ای با سلیمانِ مَرْوَزی و مناظرهٔ دیگری با علی بن محمد بن جَهْم که هر از مسلمانان بودند، می‌باشد.
شیوه مناظره علی بن موسی الرضا نسبت به طرف مقابل او، متفاوت گزارش شده‌است. وی در مواجهه با زنادقه و خداناباوران؛ از دلیل و برهان‌های عقلی استفاده می‌کرد؛ چرا که این طایفه، هیچ کتاب و نقلی را قبول نداشتند و تنها با استناد به عقل، استدلال خود را پیش می‌بردند. او همچنین در مناظره با اهل کتاب نیز از استدلال‌های عقلی استفاده می‌نمود. شیوه وی در مواجه با اختلافات اعتقادی و نظرات مخالف، صبر و سعه صدر بود و سعی در آرام کردن فضای مناظره داشت. شاخصه‌های اصلی مناظرات علی بن موسی الرضا را می‌توان در دو بخش کلی مناظرات درون‌دینی و مناظرات برون‌دینی تقسیم‌بندی کرد. در مناظرات درون‌دینی علی بن موسی، تشریح جایگاه امامان پس از پیامبر اسلام، اثبات امامت علی بن ابی‌طالب و برخی مجادلات کلامی بین شیعه و سنی؛ مهم‌ترین موضوعات محسوب می‌شود. از میان مباحثی که در مناظرات علی بن موسی الرضا مورد توجه قرار گرفته‌است، بحث و گفتگو پیرامون موضوع امامت بوده‌است. مباحث توحید، صفات خداوند و عدل الهی که در ارتباط مستقیم با مسئله جبر و اختیارست از موضوعات مطرح شده در این مناظرات هستند.
تحقق این مناظره‌ها در فضایی باز و پس از یک دوره سخت‌گیری بنی‌عباس بر شیعیان؛ با وجود گسترش یافتن مباحثات کلامی در بین فِرَق و گروه‌ها اسلامی، اهمیت این مناظرات برای بیان دیدگاه شیعیان امامی را سبب می‌شود. مناظرات علی بن موسی الرضا، مورد توجه جمعی از محققان و دانشمندان غیرمسلمان نیز قرار گرفته‌است. دیوید واسواشتاین در این‌باره از دیوید توماس و استیون واسراسترام یاد می‌کند که هر یک به بخشی از مناظرات علی بن موسی، توجه و به آن بخش پرداخته‌اند. با این حال توماس به دیدِ تردید در مناظره علی بن موسی با جاثلیق مسیحی نگریسته‌است و آن را یک مناظره تاریخی نمی‌داند یا حداقل تغییر در آن توسط راوی را محتمل می‌داند. در مقابل واسراسترام این مناظره را اساساً تاریخی ندانسته‌است و آن را یک مناظره دینی گزارش می‌کند.

## پیش‌درآمد

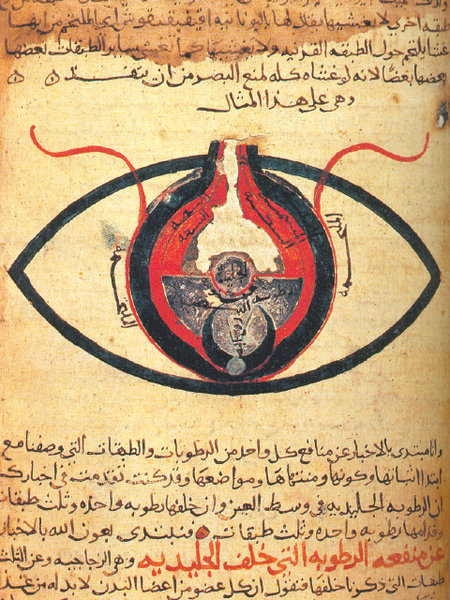
نگاره ای از آناتومی چشم برگرفته از کتاب اَلْمسائِلُ فِی الْعَیْن اثر حُنَیْن بن اسحاق، مسئول ترجمه در بَیْتُ الْحِکمَه در زمان مأمون

### تاریخ علی بن موسی الرضا
علی بن موسی الرضا که پدرش کنیهٔ او را «اَبُوالْحَسَن» قرار داد؛ به‌خاطر هم‌کنیه بودنِ علی بن موسی با پدرش و نوه‌اش، موسی کاظم و عَلیَّ النَّقی، در منابع حدیث شیعی، وی را «ابوالحسنِ ثانی» می‌خوانند. تاریخ ولادت او را پنجشنبه ۱۱ ذیقَعْدهٔ سال ۱۴۸ ه‍.ق در مدینه و تاریخ درگذشت او را آخرین روزِ صفر سال ۲۰۳ ه‍.ق گزارش کرده‌اند. به گزارش پاک‌نیا، نویسنده شیعه، بر اساس روایاتی که از موسی کاظم نقل شده‌است، وی فرزندانش را در مسائل علمی و فقهی به علی بن موسی رهنمود می‌کرد و می‌گفت: «این برادر شما علی بن موسی، عالم آل محمّد است؛ از وی پرسش‌ها و مجهولات خویش را بپرسید… از پدرم [جعفر صادق] چندین بار شنیدم که فرمود: عالم آل محمّد در صُلبِ توست و ای کاش او را درک می‌کردم.» از همین‌رو یکی از القاب علی بن موسی، «عالِمِ آلِ محمّد» است. بیهم دائو می‌گوید به‌نظر می‌رسد که همهٔ منابع، موافق هستند که وی از نظر سیاسی ساکت و علاقه‌مند به تعلیم دینی بوده‌است. برنارد لوئیس می‌گوید علی بن موسی در بخشِ بزرگی از زندگی‌اش، نقشی سیاسی نداشت، اما به‌خاطر علم و تقوایش معروف بود. با درگذشتِ موسی کاظم — امام هفتم شیعیان امامیه — در زندان بغداد در رَجَبِ ۱۸۳ ه‍. ق، علی بن موسی بنابر وصیت پدرش، وارث و جانشینش او شد.
یکی از چالش‌های اصلی علی بن موسی الرضا در ابتدای دورهٔ امامتش، شکل‌گیری مذهب واقِفیّه بود. در ابتدا، بعضی از وکلای موسی کاظم به‌ویژه علی بن اَبی‌حَمزهٔ بَطائِنی، زیاد بن مَروان قَندی و عثمان بن عیسی رَواسی درگذشت وی را انکار کردند و اعتقاد به این مذهب را رواج دادند. آنان اموال و دارایی‌هایی را که به‌عنوان خمس و نُذورات از شیعیان در اختیار داشتند، نزد خویش نگاه داشتند و علی بن موسی را به‌عنوان امام نپذیرفتند. واقفی‌ها معتقد بودند موسی بن جعفر از دنیا نرفته و هنوز زنده است و روزی می‌خورد و همو قائم آل محمد است که به غیبت رفته‌است. بنابر گزارشی در کتاب الجامع لرواة أصحاب الإمام الرضا، از آثار رجالی شیعه، این مسئله، سبب اختلاف اعتقادی بزرگی در گروه‌های گوناگونِ شیعیان به‌ویژه در کوفه و بغداد شد. پس از آن علی بن موسی متهم به انحراف از آموزه‌های اجدادش در برخی موارد شد.
دونالدسون می‌گوید علی بن موسی هنگام عهده‌داریِ امامت پس از پدرش، بیست یا بیست و پنج سال سن داشت. هجده سال بعد، مأمون تصمیم گرفت با منصوب کردنِ او به جانشینی‌اش، حمایتِ گروه‌های مختلف شیعه را به سمت خود جلب کند. به‌گفتهٔ جعفر مرتضی عاملی، مورخ شیعه، مأمون و مشاورانش برای آرام کردن علویان در خراسان و سایر سرزمین‌های اسلامی، به فکر انتصاب یکی از علویان به مقامِ ولایتعهدی افتادند. از بین آنها، علی بن موسی الرضا به‌جهت منزلت و اعتبار و نیز عدم شرکت در قیام علیه حکومت، بهترین گزینه بود. به عقیده رسول جعفریان، از دیگر اهداف مأمون، قداست بخشیدن به حکومتش بود؛ چرا که وی در دید عموم مردم، حتی غیرِشیعیان، قداستِ خاص خود را داشته و این کار، قداست و حس تبعیت از آن حکومت را به‌ویژه در میان علویان ایجاد می‌کرد. در سال ۲۰۰ ه‍. ق، مأمون برای علی بن موسی الرّضا دعوتنامه‌ای جهت آمدن به مرو نوشت و علی بن موسی به مرو عزیمت کرد. سرانجام، به‌گزارش طَبَری پس از آنکه مأمون شرایط علی بن موسی را پذیرفت، او را در دوم رمضان ۲۰۱ ه‍. ق، به ولایتعهدی خود منصوب کرد. پس از مراسم در روز ۷ رمضان/۳۰ مارس، از سوی خلیفه نامه‌ای رسمی مبنی بر اعلانِ انتصاب تنظیم شد تا در مسجدهای سراسر امپراتوری خوانده شود.

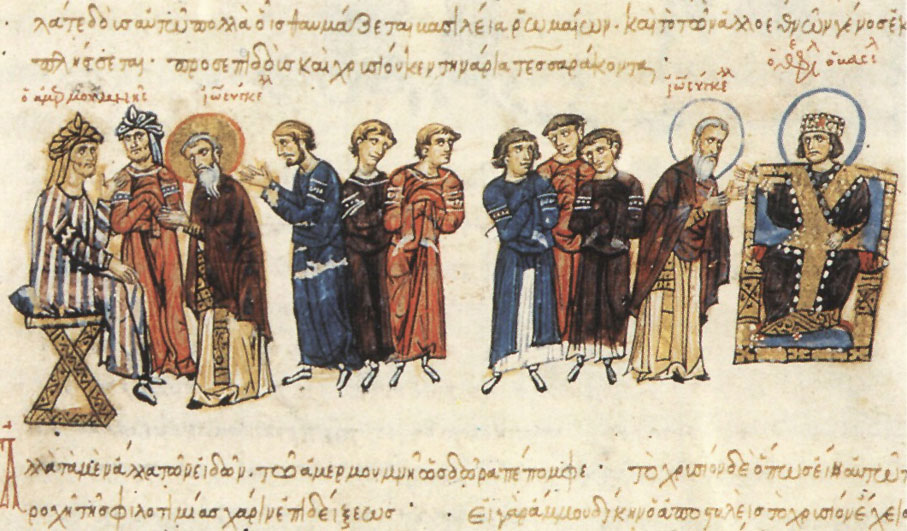
حضور هیئت بیزانس در دربار مأمون

### پیشینه مناظره
دهخدا معنای «مناظره» در لغت را هم‌نظر و بحث کردن با هم گزارش می‌کند و معادل فارسی آن را «هم‌ویژاری» به معنای گفتگو کردن می‌داند. در اصطلاح، منظور از مناظره، گفتگو و مکالمه‌ای است که در آن دو طرف قصد دارند با استفاده از اصول پذیرفته‌شده طرف مقابل، دیدگاه و نظر خود را به اثبات برسانند. اما مناظره در عصر عباسیان، و خصوصاً مأمون، ساختاری غیر از مناظره و شبیه به جدل داشت. با این وجود، در منابع از آنها تحت عنوان مناظره یاد شده‌است. برگزاری این مناظره‌ها باعث شده بود که مأمون در نظر مردم فردی آزاداندیش تلقی شود که فضای باز سیاسی و فکری ایجاد کرده‌است. به گفته ابوحنیفه دینوری در اخبار الطوال، مأمون از ستارگان درخشان علم و حکمت در میان بنی‌عباس بود. وی با استقبال او از مناظره‌های بین ادیان، سبب تحول و انقلاب در فضای مناظره‌ها چه در اسلام و چه در سایر ادیان شده‌است. مأمون برای شرکت در مناظره‌ها، شخصاً ورود می‌کرد و برای این منظور، نزد ابوالهذیل محمد بن علاف، شاگردی نمود. دیدگاه مأمون در چنین مناظره‌هایی، علاوه بر مسائل کلامی، مسائل سیاسی نیز بود. براساس آنچه خطیب بغدادی در تاریخ بغداد تشریح کرده‌است؛ مأمون معتقد بود که غلبه بر دشمنان، باید با حجت و نه با قدرت صورت پذیرد؛ چرا که آن غلبه‌ای که با قدرت باشد، با زوال قدرت از بین خواهد رفت، اما غلبه‌ای که به حجت ثابت شود، هیچ چیز نمی‌تواند آن را زائل نماید. شاهد دیگر این ادعا، مناظره او با یک فرد مانوی بود که پس از مناظره و غلبه بر شخص مانوی، دستور قتل او را صادر کرد.
به گزارش جعفریان، دوران علی بن موسی الرضا، زمانی برای شکوفایی بحث‌های کلامی از ناحیه جریان‌های گوناگون فکری بوده‌است و همین امر سبب ایجاد اختلافات فراوانی در هر زمینه شد. در این شرایط، علی بن موسی الرضا نیز سعی داشت تا نظرات خویش را اعلام نماید. همین دلیلی است بر اینکه عمده روایاتی که از علی بن موسی الرضا گزارش شده‌است به شیوه پرسش و پاسخ و احیاناً مناظره بوده‌است. از عوامل گسترش این نوع مناظره‌ها، گستردگی سرزمین‌های اسلامی، آغاز نهضت ترجمه، پراکنش آثار یونانی و مصری، روحیه معتزلی مأمون، تنازع قدرت در راس هرم حکومت و تغییر برخورد جامعه اسلامی با اندیشه‌ها و مذاهب و فرق اسلامی را می‌توان نام برد. در همین فضا، مأمون درخواستی را به رومیان ارسال کرد و از آنان طلب آثار فلسفی کرد و دستور به ترجمه آثار آنان داد. این اقدام او به افزایش فضای نقد و گفتگو از حیث درون‌تمدنی و ارتباط جهان اسلام با سایر ملل کمک کرد.
در تحلیل اوضاع یهودیان در دوره‌های مختلف اسلامی، آنها همواره مورد محدودیت حکومت‌های مسلمان قرار می‌گرفتند و تا پیش از به روی کار آمدن مأمون، این محدودیت‌ها به‌طور کامل اعمال می‌شد. با آغاز خلافت مأمون، یهودیان از آزادی بیان بیشتری نسبت به گذشته برخوردار شدند. مأمون حتی در سال ۲۱۰ ه‍.ق برای دخالت یهودیان، مسیحیان و زرتشتیان در امور داخلی‌شان، فرمانی را صادر کرد. قرشی معتقد است این مناظره‌ها که عموماً توسط دستگاه حکومت اجرا می‌شد، برای فهمیدن نظرات و دلایل اعتقادات طرف مقابلشان صورت می‌گرفته‌است. او همچنین گزارش می‌کند که شبیه به این مناظره‌ها در قصرهای برمکیان بین شیعه و سنی صورت می‌گرفته‌است. در حوزه ایدئولوژیک، عصر علی بن موسی الرضا، عصر گسترش فرقه‌ها و توسعه آنان بوده‌است. از جمله این فرقه‌ها، واقفیه، غالیه، زیدیه، اسماعیلیه، مفوضه، حلولیه، مجسمه، فطحیه و… را می‌توان نام برد. علاوه بر فرقه‌های کلامی، فرقه‌های سیاسی نیز گسترش فراوانی داشتند؛ افرادی چون محمد بن جعفر ادعای امامت و خلافت و بر علیه حکومت قیام وقت کرد. زیدالنار نیز به دشمنی با بنی‌عباس در کوفه قیامی خونین به راه انداخت. مجیدی معتقد است که دلیل این آشفتگی اعتقادی در آن عصر، اختلاف در عملکرد دستگاه حکومتی، گسترش بی‌سابقه سرزمین‌های اسلامی و ورود افراد تازه مسلمان با سؤال و شبهه‌های مختلف عنوان شده‌است.

## مناظره‌های پیش از ولایتعهدی
به گزارش دایرةالمعارف فارسی، علی بن موسی الرضا پیش از ولیعهدی مناظره‌هایی را با اهل ادیان و متکلمان زمان خویش داشته‌است؛ که از این میان مناظره‌ای در بصره را می‌توان یاد کرد. محمدباقر مجلسی، محدث شیعه در کتاب بحارالانوار، مناظره علی بن موسی در بصره را مربوط به پیش از ولایتعهدی و عزیمت به سوی خراسان دانسته‌است. این مناظره‌ها بیشتر بر محور رد شبهات، رفع اختلاف‌های درون‌دینی و اشاعه معارف مکتب شیعه بوده‌است. در این خصوص مادلونگ تنها به نقل از منابع شیعه از دیدارهایی معجزه‌گونه در گردهمایی‌های پیروانش در بصره و کوفه یاد می‌کند.
در مناظره‌ای که در بصره برای علی بن موسی گزارش شده‌است، او ابتدا با استناد به گواهی پیامبران پیش از پیامبر اسلام به حقانیت و بعثت محمد، به دنبال اثبات اصل حقانیت اسلام در قبال سایر ادیان است و در ادامه به اثبات جایگاه امامت از منظر تشیع می‌پردازد. او در این مناظره شرایطی را برای امام تشریح می‌کند؛ اعم از اینکه امام پس از پیامبر باید با همه امت‌ها و فِرَق با کتاب خودشان گفتگو کند و عالم به همه زبان‌ها باشد. او همچنین در این مناظره عصمت را لازمه امامت می‌داند و صفات عدالت، انصاف، حکمت و گذشت و درستکاری را از القاب امام برمی‌شمرد. به گزارش فتاحی، مناظره وی در بصره توسط منابعی، در دوران ولایتعهدی او گزارش شده‌است.
بنابر عقیده جعفر سبحانی، نویسنده شیعه، محمد بن عبدالله خراسانی، خادم علی بن موسی الرضا نقل می‌کند که مردی از مادی‌گرایان نزد علی بن موسی آمد و در میان او و علی بن موسی، مناظره‌ای درگرفت. در این گفتگو بحث‌هایی در خصوص وجود خدا و صفاتش صورت گرفت. این مناظره به شکل پرسش و پاسخ گزارش شده‌است و علی بن موسی در آن به تمام سوالات او پاسخ می‌دهد.

## مناظره‌ها پس از ولایتعهدی

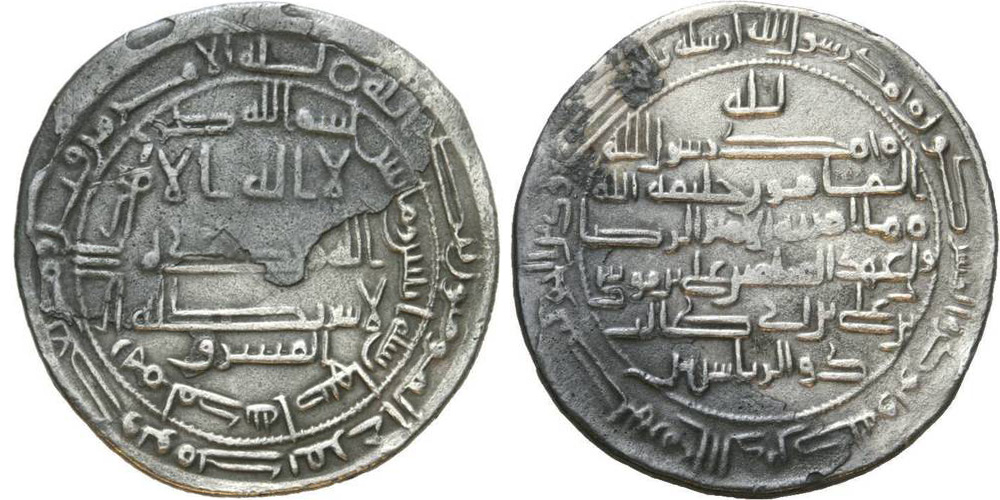
سکه‌ای متعلق به دورانِ مأمون که بر روی آن نامِ علی بن موسی الرّضا به‌عنوانِ ولیعهد حک شده‌است.

به‌گفتهٔ مادلونگ در دانشنامه ایرانیکا، ارتباطِ مأمون و علی بن موسی در مرو، نزدیک و صمیمی بود. مأمون به‌طور علنی می‌خواست تا علی بن موسی مستقیماً در همهٔ تصمیمات و مراسم‌های رسمی شرکت کند؛ اما گزارش شده‌است که علی بن موسی تصریح می‌کرد تا در امور دولت دخالت نداشته‌باشد. خلیفه در قضاوت‌ها و فتواهایش به او وابسته بود و مناظره‌هایی را میان او و دانشمندان مسلمان و نیز بزرگانِ جوامع دینیِ دیگر ترتیب می‌داد. به گزارش جعفریان، مناظره‌های علی بن موسی، به جهت انتصاب به ولایتعهدی مأمون، و با توجه به اهداف متعدد مأمون در برقراری جلسات مناظرات و اصرار به آن، بیشتر نمود داشته‌است. از مناظره‌های علی بن موسی الرضا با نام‌های مجلس الرضا، احتجاج الرضا و مناظرات الرضا نیز یاد شده‌است. وی در دورانِ ولایتعهدیِ خود، مناظره‌هایی با جاثلیقِ مسیحی، رَأسِ جالوتِ یهودی، بزرگِ هیربَدانِ زَرتُشتی و عِمرانِ صابی داشت. به نوشته مکارم شیرازی، از دیگر مناظره‌هایی که برای علی بن موسی الرّضا گزارش شده، مناظره‌ای با سلیمانِ مَرْوَزی و مناظرهٔ دیگری با علی بن محمد بن جَهْم است. به گزارش قرشی، این مناظره‌ها مورد توجه انجمن‌ها در خراسان قرار گرفت. جعفریان مدعی‌است این مناظره‌ها در حالی برگزار می‌شدند که بسیاری از شیعیان به جهت سخت‌گیری حاکمان عباسی، ارتباط خویش را با امامانشان از دست دادند و همین امر، موجب اهمیت این گفتگوهای کلامی در نزد شیعه شده‌است.

### چگونگی و شیوه مناظره‌ها
به گزارش منابع اسلامی، مأمون روزهای سه‌شنبه را به مناظره در دربار خود اختصاص داده بود و دانشمندان مختلف را بدین منظور دعوت می‌کرد. مسعودی در مروج الذهب، در شیوه برگزاری مناظره‌ها در دربار مأمون می‌نویسد: در روز سه‌شنبه، دانشمندان و فقیهان در دربار مأمون جمع می‌شدند. آنها را به اتاقی مفروش می‌بردند و از آنها با غذا و نوشیدنی پذیرایی می‌کردند. سپس نزد مأمون حاضر می‌شدند و تا غروب آفتاب گفتگو و مناظره می‌کردند. در نهایت با غروب آفتاب، دوباره سفره پذیرایی گسترده می‌شد و بعد، جمعیت متفرق می‌شدند. به گزارش قریشی، از نویسندگان شیعه، در این مناظره‌ها، گروه‌های مختلفی از مردم حضور داشتند؛ طالبیان، هاشمیان، فرماندهان نظامی و علمای مسلمان و غیرمسلمان از شرکت‌کنندگان در این جلسات بوده‌اند.
شیوه مناظره علی بن موسی الرضا نسبت به طرف مقابل او در هر مناظره، متفاوت بود. وی در مواجهه با زندیقان و خداناباوران؛ از دلایل و برهان‌های عقلی استفاده می‌کرد؛ چرا که آنها کتاب‌های مذهبی و دلایل نقلی را قبول نداشتند و تنها به عقل استناد می‌کردند. او همچنین در مناظره با اهل کتاب نیز از استدلال‌های عقلی بهره می‌برد. شیوه وی در مواجه با اختلافات و نظرات مخالف، صبر و سعه صدر بود و سعی در آرام کردن فضای مناظره داشت. وی در مناظره‌ها به بدی و زشتی از طرف مقابل یاد نمی‌کرد و همواره با انصاف و تمجید از طرف مقابلش، شروع به مناظره می‌نمود. هرگاه مناظره به سکوت یا پذیرش اشتباه توسط طرف مقابل ختم می‌شد، وی مناظره را خاتمه می‌داد و با ادامه مناظره، سبب خرد شدن یا توهین به طرف مقابل را فراهم نمی‌ساخت. یکی از ویژگی‌های علی بن موسی در مناظره‌ها، اطمینان وی به معلومات خود بود؛ به گونه‌ای که وقتی نوفلی از ترس خود ناشی از طرفین مقابل مناظره در مقابل علی بن موسی، به شخص او گزارش داد؛ علی بن موسی با تبسم به وی گفت: «آیا می‌ترسی که مرا مجاب کنند و ادله مرا باطل نمایند؟» به گزارش قرشی، از نویسندگان شیعه، از علی بن موسی الرضا در جلسات مختلف، بیش از بیست هزار سؤال پرسیده شد، به گونه‌ای که کاخ سلطتنی مأمون، به مرکزی برای دانش و علوم مبدل گردید.

### رویکرد مناظره‌ها
شاخصه‌های اصلی مناظره‌های علی بن موسی الرضا را می‌توان در دو بخش کلی مناظرات درون‌دینی و مناظرات برون‌دینی تقسیم‌بندی کرد. در مناظره‌های درون‌دینی علی بن موسی، تشریح جایگاه امامان پس از پیامبر اسلام، اثبات امامت علی بن ابی‌طالب و برخی مجادلات کلامی بین شیعه و سنی؛ مهم‌ترین موضوعات محسوب می‌شود. اثبات عصمت برای علمای عقل‌محور افراطی معتزله نیز از دیگر موضوعات این مناظره‌ها محسوب می‌شد. در زمینه مناظرات برون‌دینی نیز با در نظر داشتن جایگاه علمی امامان شیعه و تسلط آنان بر کتب ادیان دیگر، این مناظرات دربرگیرنده نقدهای اساسی بر ادیان مورد دیگر بوده‌است. راهبردهای علی بن موسی در مناظرات برون‌دینی، در راستای معرفت‌افزایی و روشنگری دانشمندان سایر ادیان بود. موضوعات مطرح شده در این مناظره‌ها عموماً، اثبات توحید، ذات و صفات خدا، کیفیت آفرینش، نفی تشبیه، نفی تجسیم، اثبات نبوت محمد، نفی الوهیت عیسی و نفی تثلیث بوده‌است. با مقایسه بین محور مناظره‌های علی بن موسی در پیش از ولایتعهدی و پس از آن، این نکته روشن خواهد شد که به اقتضاء جایگاه ولایتعهدی و نیز شرایط اجتماعی و سیاسی دوران، شاخصه دفاع از اسلام در برابر مذاهب و ادیان دیگر، نمو بیشتری داشت. به گزارش جعفریان، از میان مباحثی که در مناظره‌های علی بن موسی الرضا مورد توجه قرار گرفته‌است، بحث و گفتگو پیرامون موضوع امامت بود. مباحث توحید، صفات خداوند و عدل الهی که در ارتباط مستقیم با مسئله جبر و اختیارست از موضوعات مطرح شده در این مناظره‌ها هستند.

### علل شکل‌گیری مناظره‌ها
طباطبایی یکی از نظریات احتمالی در مورد علت برگزاری این مناظره‌ها را علاقه مأمون به علوم مختلف می‌داند که سبب می‌شد تا دانشمندان علوم دینی را برای مناظره با علی بن موسی به مرو دعوت کند. در مقابل، برخی روایاتْ از جمله روایتی از اباصلت هروی حاکی از این است که قصدِ اصلیِ مأمون از ترتیب دادنِ این مناظره‌ها، امیدواریِ وی برای تضعیفِ جایگاهِ علی بن موسی الرّضا نزد عمومِ مردم و عالمانِ اقوام و گروه‌های گوناگون بوده‌است. بنابر دیدگاه مکارم شیرازی و مرتضوی، تلاش‌های محمد باقر، جعفر صادق و موسی کاظم در نظم‌دهی به فقه شیعی و شاگردپروری، در عصر مأمون در خطر نابودی، التقاط و قشری مأبی بود. یکی از تدابیر علی بن موسی در این دوران برای احیاء تلاش‌های پدرانش، از مناظره با سران ادیان و فرقه‌های دیگر استقبال کرد. مکارم شیرازی چهار احتمال را در خصوص اهداف مأمون در نظر گرفته‌است: احتمال بدبینانه که هدف مأمون را تخریب وجهه علمی علی بن موسی باشد؛ مستند به روایاتی که در این‌باره نقل شده‌است و پس از درگذشت علی بن موسی، دیگر مناظره‌هایی به این شکل گزارش نشده‌است. احتمال دوم، مأمون قصد داشت مقام علی بن موسی را تنها در بُعد علمی منحصر کند، و تدریجاً او را از مسائل سیاسی کنار بزند، و چنین نشان دهد که مردی عالم و پناهگاه امت اسلامی در مسائل علمی است، ولی او کاری با مسائل سیاسی ندارد و به این ترتیب شعار تفکیک دین از سیاست را عملی کند. احتمال سوم چنین است که سیاستمداران شیاد و کهنه‌کار اصرار دارند در مقطع‌های مختلف سرگرمی‌هایی برای تودهٔ مردم درست کنند، تا افکار عمومی را به این وسیله از مسائل اصلی جامعه و ضعف‌های حکومت خود منحرف سازند. و احتمال چهارم، مأمون بشخصه آدم بی‌فضلی نبود و تمایل داشت به عنوان یک زمامدار عالم در جامعهٔ اسلامی معرفی گردد، و عشق او را به علم و دانش آنهم در محیط ایران خصوصاً، و در محیط اسلام آن روز عموماً، همگان باور کنند، و این یک امتیاز برای حکومت او باشد و از این طریق گروهی را به خود متوجه سازد. همچنین مأمون برای دعوت از سران اهل کتاب، با آنها به شیوه دستوری وارد مذاکره شد و آنها را با دستور و بیم از سرپیچی به جلسه مناظره دعوت می‌نمود. برای مثال صدوق در دعوت از سران اهل کتاب برای مناظره با علی بن موسی الرضا، آورده‌است که مأمون آنها را دعوت به مناظره با علی بن موسی و خاطرنشان کرد که از این دستور سرپیچی نشود. قرشی بر این باور است که مأمون با اهداف مختلفی اقدام به برگزاری جلسات مناظرات کرد، از جمله آنها:
- عاجز ماندن علی بن موسی الرضا از پاسخ به سوالات مختلف متفکران سایر ادیان و فرق و در نتیجه، زیر سؤال رفتن دانش و ادعای امامت او
- عزل علی بن موسی از ولایتعهدی در صورت شکست در مناظره‌ها
- ایجاد رضایت در دیدگاه عباسیان مخالف مأمون در صورت شکست علی بن موسی در مناظره‌ها

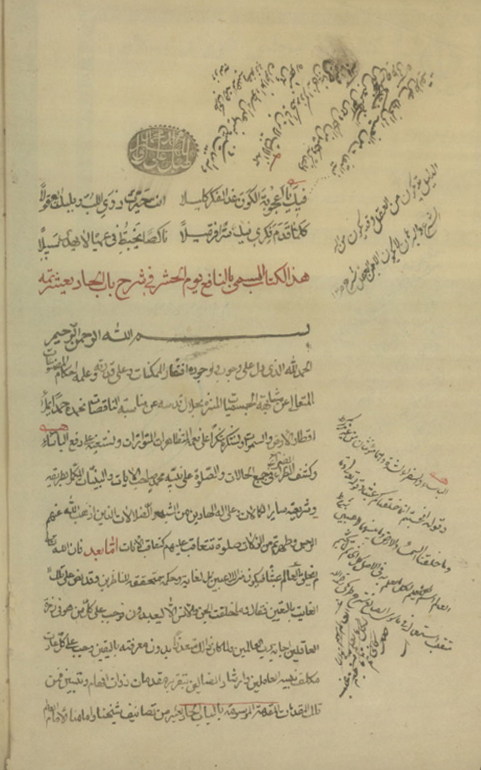
نسخه خطی از کتاب مناظرات المامونیه منسوب به شیخ صدوق که به سال ۱۳۱۵ ه‍.ق کتابت شده‌است.

## تعداد مناظره‌ها
روحی برندق و فتاحی گزارش می‌کنند که این مناظره‌ها، بعضاً در یک جلسه شکل گرفته‌است و به صورت جدا، نبوده‌اند؛ فتاحی نیز تعداد مناظره‌ها در دوران ولایتعهدی را فراوان توصیف می‌کند؛ با این وجود، مناظره‌ها به تفکیک شخصیت‌های مناظره کننده و گزارش منابع عبارتند از:

### مناظره با جاثلیق مسیحی
مکان این مناظره در دربار مأمون عباسی در شهر مرو عنوان شده‌است. به گزارش مکارم شیرازی، در اولین جلسه مناظره‌ای که مأمون تدارک دیده بود، مأمون پس از معرفی علی بن موسی الرضا به حاضران، از جاثلیق مسیحی به شرط انصاف و عدم خروج از مسیر عدالت، تقاضای مناظره با علی بن موسی را مطرح کرد. به گزارش منابع شیعه، مناظره با ایراد جاثلیق به شیوه و مفاد مناظره آغاز شد. جاثلیق به درخواست مأمون جهت شروع مناظره با علی بن موسی می‌گوید: «ای امیر مؤمنان! من چگونه بحث و گفتگو کنم که او به کتابی استدلال می‌کند که من منکر آنم و به پیامبری تمسک می‌جوید که من به او ایمان نیاوردم.» در این‌جا علی بن موسی شروع به سخن می‌کند و به وی اطمینان می‌دهد که استدلال‌هایش از روی انجیل و مطالب مسیحیان است و سپس از او می‌خواهد تا سوالاتش را بپرسد. از مفاد سخنان جاثلیق برمی‌آید که وی قصد داشته‌است از قبول نبوت نزد مسلمانان، در اثبات نبوت عیسی استفاده نماید. به همین جهت سه مرتبه از عیسی در جمله ابتدایی خود یاد می‌کند. علی بن موسی نیز در پاسخ، با پذیرش نبوت عیسی به اثبات نبوت محمد می‌پردازد. رضا در این مناظره از واژگان حقانیت برای اثبات ترجیح اسلام بر ادیان پیشین استفاده می‌کند و در این مناظره از دلایل اثبات نبوت محمد سخن به میان می‌آورد. علی بن موسی در جایی از این مناظره از نام فارقلیطا برای اشاره به پیامبر اسلام در کتاب‌های سایر ادیان استفاده می‌کند. بر اساس آنچه مکارم شیرازی گزارش می‌کند، مسیحی در نهایت از اعتقاد به تثلیث دست برداشت و به حقانیت توحید معترف شد. بر اساس تحلیل‌ها، از آنجا که مرکز زندگی مسیحیان در عصر مأمون، بغداد بوده‌است، باید جاثلیق از بغداد فراخوانده شده باشد تا به مرو آمده باشد.
این مناظره در قالب پرسش و پاسخ صورت گرفته‌است و در آن از برهان خلف استفاده شده‌است. یکی از فنون مورد استفاده در این مناظره، دانش به مبنای فکری–اعتقادی طرف مقابل و استفاده از این دانش در جهت خاموش‌کردن طرف مقابل است. از دیگر فنون مورد استفاده در این مناظره، استفاده از مقبولات طرف مقابل در راستای نتیجه‌گیری به نفع خویش است. در این راستا، علی بن موسی الرضا پس از آنکه از مسیحی، اعتراف در عبودیت مسیح و عبادت کردن او به جانب خدا گرفت؛ بر علیه خود او و برای انکار تثلیث، برهان اقامه شد.

### مناظره با راس جالوت
پس از پایان مناظره با جاثلیق مسیحی، علی بن موسی رو به رأس جالوت — عالم یهودی — رو کرد و از وی خواست تا سؤال مطرح کند؛ به گزارش منابع شیعی، پس از سؤال و جواب‌های رأس جالوت دربارهٔ نبوت محمد و نبوت عیسی، سرآخر رأس جالوت به دین اسلام و مذهب علی ابن موسی الرضا ایمان پیدا می‌کند. نراقی گزارش می‌کند که بر این حدیث، شرح‌های بسیاری نوشته شده‌است که قدیمی‌ترین آن‌ها متعلق به قاضی سعید قمی است. میرزای قمی و ملا عبدالصحاب محمد ابن احمد نراقی نیز بر این حدیث شروحی نوشته‌اند. در این مناظره از روش دیالتیکی استفاده شده‌است و از جزئیات به کلیات و قیاس ختم می‌شد.

### مناظره با بزرگ هیربدان
قرشی و مکارم شیرازی گزارش می‌کنند؛ پس از ایمان رأس جالوت، علی بن موسی رو به بزرگ زرتشتیان حاضر در جلسه کرد و از وی دربارهٔ زرتشت و دلیل ایمان به وی سؤالی پرسید که با بی‌پاسخ ماندن سؤال، علی بن موسی به مناظره خاتمه داد. استدلال مورد استفاده در این مناظره، همان استدلال مورد استفاده در مناظره با راس جالوت و جاثلیق بوده‌است. برندق نام مناظره‌کننده را هربد یا هربذ اکبر گزارش می‌کند.

### مناظره با عمران صابی
به گزارش منابع شیعی، پس از بازماندن بزرگ هیربدان، علی بن موسی از جمع حاضر درخواست کرد که اگر کسی نسبت به اسلام نقدی دارد، بدون هراس آن را مطرح کند. عمران صابی که در مناظره با دانشمندان شهره بود و به ادعای خودش در نزد مأمون، کسی تا آن لحظه نتوانسته بود او را راضی کند؛ شروع به صحبت نمود و سوال‌هایی دربارهٔ توحید و خلقت مطرح کرد. مکارم شیرازی گزارش می‌کند که پس از یک گفتگوی طولانی و بیان سخنان مفصل، عمران صابی شهادتین بر زبان جاری کرد و مسلمان شد و سجده نمود. با اسلام آوردن عمران صابی، جلسه به پایان رسید و همگان متفرق شدند. پس از اسلام آوردن عمران صابی، علی بن موسی وی را به عنوان شاگرد نزد خود نگاه‌داشت و پس از آموزش‌های لازم، به عنوان استاد مناظره به شهرهای مختلف فرستاد.
علی بن موسی در این مناظره، به بیان صفات خدا و تشریح آن صفات پرداخته‌است. عمران صابی، فیلسوف و روحانی قبیله صابی بود. محمدتقی جعفری، در توصیف این مناظره آورده‌است که این مناظره از مهم‌ترین مناظره‌ها در زمینه فلسفه است و حاوی مبهم‌ترین سوالات حکمت دربارهٔ عقل است. غالباً سوالات در این زمینه سبب سوالات مبهم دیگری می‌شوند اما پاسخ‌های علی بن موسی الرضا به سوالات عمران، روشنگرانه بوده‌است. بر اساس روایتی که قرشی آن را گزارش می‌کند، محمد بن جعفر صادق — عموی علی بن موسی — پس از این مناظره از دانش او در خصوص حکمت و فلسفه متعجب شد و نسبت به سلامتی علی بن موسی نگران شد و این نگرانی را به حسن بن محمد نوفلی منتقل کرد. او در گفتگویی که با نوفلی داشت، از بیم خود نسبت به حسادت مأمون یاد می‌کند که ممکن است منجر به خطر جانی برای علی بن موسی الرضا بشود. علی بن موسی در این مناظره نیز از فن تشبیه استفاده کرد. زندگی صائبیان، همواره در کنار رودخانه گزارش شده‌است؛ با این وصف، احتمالاً عمران صابی اهل خراسان نبوده‌است و برای مناظره به این شهر فراخوانده شده بود.

### مناظره با سلیمان مروزی
به گزارش منابع شیعه، در ایام داغ مناظره‌های کلامی در مرو بود که سلیمان مروزی، متلکم بزرگ خراسان، به مرو آمد و مأمون از وی دعوت کرد تا تن به مناظره با علی بن موسی دهد؛ اما سلیمان به دلیل اینکه نمی‌پسندد علی بن موسی را نزد عموم مغلوب سازد، پیشنهاد مأمون را رد کرد. با این حال مأمون او را راضی به مناظره کرد. در نهایت در روز ترویه تدارک مناظره دیده شد و مناظره با ادعای سلیمان مبنی بر انکار بداء آغاز شد؛ سپس بحث اراده الهی به میان آمد و علی بن موسی با استدلال‌های فراوان سلیمان را قانع کرد که اشتباه می‌اندیشد. پس از مغلوب شدن سلیمان در مناظره، جلسه به پایان رسید و افراد متفرق شدند. علی بن موسی الرضا در این مناظره با مقایسه ادعای او و ادعای یهودیان، به ابطال مدعای او پرداخت. برندق دین سلیمان را قبل از مناظره، اسلام گزارش کرده‌است.

### مناظره با علی بن محمد بن الجهم
به گزارش منابع شیعی، در یکی از جلسات مناظره، علی بن محمد الجهم دربارهٔ مقوله عصمت پیامبران سوال‌هایی را مطرح کرد و علی بن موسی نیز پاسخ او را به شکلی مفصل داد. در نهایت علی بن محمد بن الجهم از اعتقادش نسبت به عصمت پشیمان شد و توبه کرد. در این مناظره نیز همچون مناظره با جاثلیق از برهان خلف در رد برخی از اعتقادات علی بن محمد استفاده شده‌است. بنابر آنچه شیخ صدوق در عیون اخبار الرضا گزارش می‌کند، علی بن محمد در این مناظره، آیاتی را در خصوص رد عصمت ادعایی علی بن موسی الرضا اقامه کرد و به آیه ۱۲۱ سوره طه، آیه ۸۷ سوره انبیاء، آی ۲۴ سوره یوسف، آیه ۲۴ سوره ص و آیه ۳۷ سوره احزاب استناد کرد. سپس علی بن موسی پاسخ داد و علی بن محمد از جواب‌های وی قانع شد. از علی بن محمد نیز به عنوان یکی از مسلمانان مناظره‌کننده با علی بن موسی الرضا یاد شده‌است. با این حال شخصیت او در علم رجال، مجهول توصیف شده‌است. این مناظره را شیخ صدوق در عیون اخبارالرضا گزارش کرده‌است و منبع احتمالی آن از جانب اثباتی، کتاب وفاة الرضای اباصلت هروی عنوان شده‌است.

### مناظره با زندیق
برای علی بن موسی، مناظره‌ای با یک زندیق گزارش شده‌است. در این مناظره، زندیق گفتگویی در خصوص وجود خدا را آغاز نمود. این مناظره بحثی طولانی است که نسخهٔ کامل آن در کتاب محمد حسین طباطبایی گزارش شده‌است. در بخشی از این مناظره، علی بن موسی برای اثبات وجود خدا، استدلالی عقلی اقامه می‌کند و می‌گوید: «نمی‌بینی که اگر حق با تو باشد (خدایی نباشد) ما و شما برابریم؟ هر چه نماز خواندیم، روزه گرفتیم، یا اعتقاد محکمی داشتیم آسیبی به ما نخواهد رساند. اما اگر حق با ما باشد در آن صورت آیا ما نجات پیدا نخواهیم کرد و تو هلاک نخواهی شد؟» به گزارش قرشی، در پایان این مناظره، زندیق به سخنان علی بن موسی باور پیدا کرد و مسلمان شد.
این استدلال علی بن موسی الرضا در مناظره‌اش با زندیق، بر مبنای استدلال احتیاط اندیشانه‌ای است که امروزه به شرطیه پاسکال مشهور است. پاسکال بر اساس این استدلال، با وجود اعتقاد به عدم درک انسان به وجود خدا، معتقد است که انسان باید برای وجود خدا، شرط ببندد و در این شرط‌بندی، آنچه کسب می‌شود (در صورت وجود خدا) نسبت به آنچه از دست می‌رود (در صورت نبود خدا) قابل مقایسه نیست.

### مناظره با ابوقره
قرشی گزارش می‌کند که ابوقره از خراسان برای پرسش سوالاتی از علی بن موسی الرضا در خصوص حلال‌ها و حرام‌ها و برخی تکالیف دینی به دربار مأمون وارد شد. او از صفوان بن یحیی وقت ملاقاتی با علی بن موسی طلب کرد و سپس در موعدی مقرر نزد وی حاضر شد و به گفتگو با او پرداخت. در این گفتگو، از موضوعاتی چون وجود و ماهیت خدا، کتاب‌های الهی و خلقت آنها، مکان خدا، ملائکه و صفت غصب خدا سخن گفته شد. پس از اتمام پاسخ‌های علی بن موسی الرضا، وی که از مخالفان علی بن موسی بود، از جلسه گریخت و دلایل علی بن موسی را نپذیرفت. برندق او را از مسلمانانی می‌داند که پیش از مناظره، اعتقادات خاص در میان فرقه‌های اسلامی داشته‌است. سبحانی در مطالبی، مذهب ابوقره را مجسمه گزارش می‌کند. او گزارش می‌کند که بر اساس نقل صفوان، ابوقره که از همکاران فقیهان عراقی به نام شبرمه بود. سبحانی اتفاقات این جلسه را چنین گزارش می‌کند که ابوقره از مسائل بسیاری در خصوص مسائل ارث پرسید و در نهایت سؤال‌ها به اصول اعتقادی رسید. در گفتگوی اعتقادی آن دو، از مسائلی چون شیوه سخن گفتن خداوند با موسی و اساساً نوع کلام خدا با پیامبران سخن به میان آمد. علی بن موسی در این مناظره برای حادث بودن قرآن استدلال‌هایی را ارائه کرد. در این مناظره جایگاه و مکان خدا، چرایی معراج پیامبر، امکان دیدن خداوند و صفات خدا مورد سؤال قرار گرفت و پس از پاسخ‌های علی بن موسی، ابوقره از ادامه گفتگو درماند و جلسه را ترک کرد. متن این مناظره در کتاب بحارالانوار، و اصول کافی، گزارش شده‌است.
ابوقره و شبرمه، هر دو در منابع رجالی، افرادی ناشناخته هستند و برخی گزارش کرده‌اند که ابوقره، از مستبصرین است و به همین دلیل او را با صفت محدث گزارش کرده‌اند. ابن حجر در کتاب التقریب گزارش می‌کند که موسی بن طارق که کنیه‌اش ابوقره بود، از محدثان طبقه نهم است و هم عصر علی بن موسی الرضا زیست می‌کرد. در خصوص شبرمه نیز گزارش شده‌است که او در عصر جعفر صادق زندگی می‌کرده و علی بن موسی رضا را درک نکرده‌است. صدوق این روایت را احتمالاً از کتابی از کتاب‌های صفوان بن یحیی گزارش شده‌است و به از جهت سندی، مورد وثوق منابع شیعه قرار گرفته‌است.

### باقی گفتگوها
یکی دیگر از گفتگوهای علی بن موسی در این دوران، گفتگوی او با ابویوسف یعقوب بن اسحاق دروقی معروف به ابن سکیت است. به گزارش قرشی، در این گفتگو سوال‌هایی در خصوص معجزات عیسی، موسی و محمد مطرح شد. این گفتگو از کوتاه‌ترین گفتگوهای علی بن موسی الرضا در بین مناظره‌های اوست. غیر از آن، گفتگویی دیگر با مردی ناشناس و همین‌طور پرسش و پاسخ‌هایی از جانب مأمون با علی بن موسی الرضا در منابع پوشش داده شده‌اند. در مناظره‌ای که در عیون اخبار الرضا بین مأمون و علی بن موسی گزارش شده‌است، مأمون از رضا در خصوص عصمت پیامبران سوالاتی را مطرح می‌کند و با جواب‌های تفسیری از قرآن علی بن موسی الرضا مواجه می‌شود. یکی دیگر از مناظره‌هایی که برای علی بن موسی الرضا گزارش شده‌است، مناظره‌ای با سران اهل سنت است که در موضوع تفاوت عترت و امت صورت گرفته‌است. در این مناظره نیز گفتگوها بر سر معنایی از قرآن صورت گرفته‌است. این احتمال داده شده‌است که این روایت را شیخ صدوق از کتاب الفرق بین الامة و الآل در کتاب خودش نقل کرده‌است. مناظره دیگر در کتاب عیون اخبارالرضا، گفتگویی است که با یحیی بن ضحاک سمرقندی است در موضوع امامت و خلافت. از متن روایت برداشت می‌شود که یحیی از متلکمان خراسانی و در زمان خود شهره بوده‌است. طبق آنچه در منابع حدیث‌پژوهی شیعه آمده‌است، صدوق این روایت را از کتاب صولی نقل کرده‌است که به علت سنی بودن نویسنده، احتمال جعل در آن منتفی است. دیگر گفتگوی رضا در این دوره، گفتگویی کوتاه است که با برادرش زید بن موسی مشهور به زیدالنار داشته‌است.
| طرف مناظره                           | محتوای مناظره           | منبع اصلی (احتمالی)        | اعتبار نویسنده و کتاب نزد شیخ صدوق | اعتبار نویسنده و کتاب نزد شیخ صدوق |
| طرف مناظره                           | محتوای مناظره           | منبع اصلی (احتمالی)        | کتاب                               | نویسنده                            |
| ------------------------------------ | ----------------------- | -------------------------- | ---------------------------------- | ---------------------------------- |
| مناظره با متکلمان                    | مفهوم امامت             | کتاب احمد بن علی انصاری    | اعتباری ضعیف (معتبر نزد شیخ)       | ناشناخته اما معتبر نزد شیخ         |
| مناظره با مأمون                      | روایت ستاره زهره و سهیل | کتاب احمد بن علی انصاری    | اعتباری ضعیف (معتبر نزد شیخ)       | ناشناخته اما معتبر نزد شیخ         |
| مناظره با مأمون                      | عصمت                    | کتاب حمدان بن سلیمان       | اعتباری ضعیف (معتبر نزد شیخ)       | نویسنده معتبر                      |
| مناظره با علی بن محمد جهم            | عصمت                    | کتاب وفاة الرضا            | اعتباری ضعیف (معتبر نزد شیخ)       | نویسنده معتبر                      |
| مناظره با علی بن محمد جهم            | عصمت                    | کتاب علی بن ابراهیم        | معتبر                              | نویسنده معتبر                      |
| مناظره با بزرگان ادیان (مناظره بزرگ) | متنوع                   | مجالس الرضا مع اهل الادیان | اعتباری ضعیف (معتبر نزد شیخ)       | نویسنده معتبر                      |
| مناظره با سلیمان مروزی               | بداء                    | مجالس الرضا مع اهل الادیان | اعتباری ضعیف (معتبر نزد شیخ)       | نویسنده معتبر                      |
| مناظره با علمای اهل سنت              | فرق عترت و امت          | الفرق بین الامة و الآل     | معتبر                              | نویسنده معتبر                      |
| مناظره با ابوقره                     | مقایسه عیسی و محمد      | کتاب‌های صفوان بن یحیی      | معتبر                              | نویسنده معتبر                      |
| مناظره با یحیی بن ضحاک               | امامت و خلافت           | کتاب‌های صولی               | اعتباری ضعیف (بی‌اعتبار نزد شیخ)    | نویسنده نامعتبر (سنی مذهبی)        |
| مناظره با زیدالنار                   | -                       | کتاب صالح بن ابی‌حماد       | معتبر                              | نویسنده معتبر                      |
| مناظره با زیدالنار                   | -                       | کتاب علی بن ابراهیم        | معتبر                              | نویسنده معتبر                      |

## دیدگاه‌ها

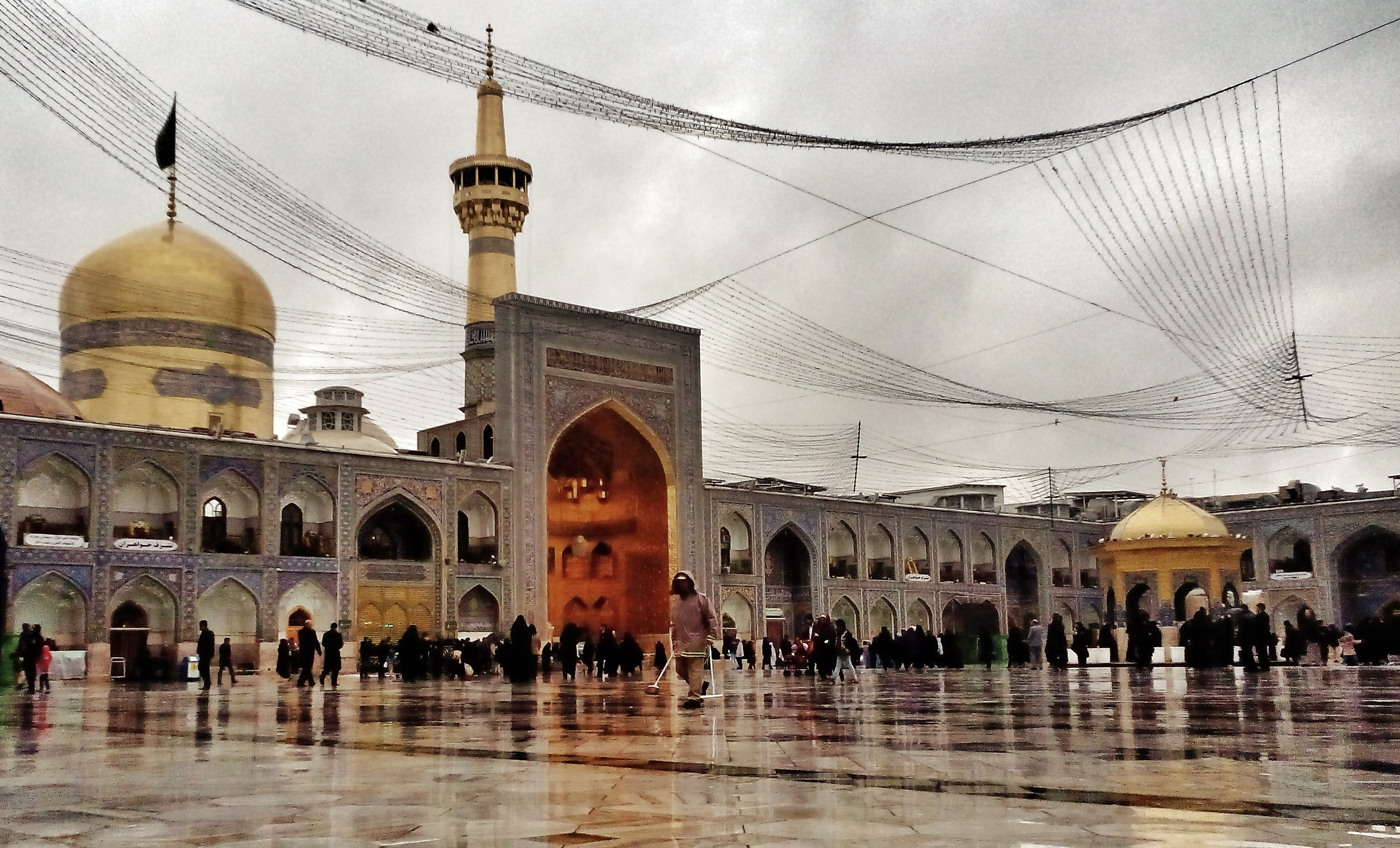
عکسی از حرم علی بن موسی الرّضا در مشهد ایران

مناظره‌های علی بن موسی الرضا، مورد توجه جمعی از محققان و دانشمندان غیرمسلمان نیز قرار گرفته‌است. دیوید واسواشتاین در این‌باره از دیوید توماس و استیون واسراسترام یاد می‌کند که هر یک به بخشی از مناظره‌های علی بن موسی، توجه و به آن بخش پرداخته‌اند. با این حال توماس به دیدِ تردید در مناظره علی بن موسی با جاثلیق مسیحی نگریسته‌است و آن را یک مناظره تاریخی نمی‌داند یا حداقل تغییر در آن توسط راوی را محتمل می‌داند. در مقابل واسراسترام این مناظره را اساساً غیر تاریخی و یک مناظره دینی می‌داند. بیهم دائو دربارهٔ گزارشِ برگزاری و شرکت در مناظره‌های میانِ علی بن موسی الرّضا، مُتکلّمانِ مسلمان و چهره‌های برجستهٔ دیگر جوامعِ مذهبی از سوی مأمون، هدف این گزارش‌ها را نشان دادنِ برتریِ علی بن موسی الرّضا از نظرِ علم و دانش نسبت به خلیفه و دیگر دانشمندانِ مسلمان و رقیبانِ غیرمسلمان ادعا می‌کند و ادامه می‌دهد به همین دلیل، تاریخی بودنِ آنها مورد پرسش قرار گرفته‌است، و می‌توان آنها را سرچشمهٔ تلاش برای قرار دادنِ علی بن موسی الرّضا به‌عنوانِ رقیب در دانشِ زبانزدِ خلیفه در نظر گرفت، همان‌طور که در منابعِ اهل سنت گزارش شده‌است.
منابع شیعی، با اشاره به مناظره‌های علی بن موسی، یکی از نتایج حاصل از آن را اثبات علم لدنی امام می‌دانند که به کتاب‌های آسمانی تحریف نشده از ادیان ابراهیمی، مسلط است و به زبان سایر ملل احاطه دارد. جعفریان گزارش می‌کند که مناظره‌های کلامی در دوران حیات سیاسی امامان شیعه، از اواخر قرن اول شروع می‌شود و در اواخر قرن دوم، گسترش می‌یابد. در این میان، دوران علی بن موسی الرضا و گفتگوهای کلامی او در دورانی که بحث‌های کلامی به اوج گسترش خود رسیده‌است، سبب می‌شود تا گفتارهای او در شکل‌گیری و بیان آراء امامیه، نقش مهمی داشته باشد. جعفر مرتضی عاملی، با اشاره به اینکه مناظره‌ها و جلسات علمی در بارگاه مأمون، پس از درگذشت علی بن موسی الرضا ادامه نداشته‌است، این را گواهی بر کشته شدن علی بن موسی الرضا به دست مأمون می‌داند. البته مرتضی عاملی به برخی از مناظره‌های شکل گرفته در بغداد اشاره دارد و آنها را در مقایسه با مناظره‌های صورت گرفته در مرو، ناچیز و غیرقابل قیاس توصیف می‌کند. به اعتقاد منابع شیعه، از دیگر پیامدهای این مناظره، تحکیم موقعیت امامان شیعه، اثبات روح آزاداندیشی در اسلام و شکست مأمون در اهدافش عنوان شده‌است.
به اعتقاد مجیدی، فارغ از اهداف سیاسی مأمون از تشکیل مناظره‌هایی در دوران ولایتعهدی علی بن موسی الرضا، این مناظره‌ها سبب شد تا جایگاه علمی علی بن موسی آشکارتر شود و حتی ابعادی جهانی پیدا کند. این مناظره‌ها در خراسان سبب شد تا پویاترین کانون‌های اسلامی در منطقه شکل بگریند. در روایتی که از نوفلی نقل شده‌است، محمد بن جعفر صادق، کوچک‌ترین فرزند جعفر صادق که در دربار مأمون و به هنگام مناظره علی بن موسی با سران مسیحی، یهودی و زرتشتی حضور داشت، پس از اتمام مناظره علی بن موسی و خروج او به همراه مأمون از جلسه، به نوفلی و در خفا، او را از خطر مأمون در حق علی بن موسی الرضا آگاه می‌سازد و تقاضا می‌کند که علی بن موسی را از این خطر آگاه کند. او چنین می‌اندیشید که مأمون به این سبب، بر او خشم گرفته و حسادت نماید. همین امر سبب قتل او را فراهم خواهد ساخت.

## منبع‌شناسی
دربارهٔ زندگی علی بن موسی فراتر از گزارش‌های شیعهٔ امامی، اطلاعاتِ بسیار اندکی وجود دارد که عمدتاً گزارش‌هایی متأخر و با ماهیتِ شرح‌حالی هستند و مربوط به دورهٔ مواجههٔ وی با مأمون است که با مناظره‌های علمی پررنگ شده‌است. مناظره‌های علی بن موسی الرضا را منابع روایی، به صورت گزیده نقل کرده و اهم مطالب مناظره را بیان کرده‌اند. در این منابع اولیه، هیچگونه شرح و توضیحی دربارهٔ مناظرات و معانی آن نشده‌است. این منابع عبارتند از: عیون اخبارالرضا و کتاب التوحید تألیف شیخ صدوق، بحارالانوار، تألیف محمدباقر مجلسی، احتجاج طبرسی، تألیف شیخ طبرسی و اثباة الهدایه، اثر شیخ حر عاملی. عُیُونُ اَخبارَ الرِّضا کتابی است که نویسندهٔ آن، اِبنِ بابِوَیْه، معروف به شیخ صدوق، هر روایتی را که دربارهٔ علی بن موسی الرّضا روایت شده، گردآوری کرده‌است. مناظره‌های دینی و احادیثی که از علی بن موسی نقل شده، چراییِ انتخاب نامِ وی، روایات مربوط به درگذشت و معجزاتی که در حرمش واقع شده، از موضوعات این کتاب است. در این کتابُ بابی با عنوان «ذکر مجالس الرضا علیه السلام مع اهل الادیان و اصحاب المقالات فی التوحید عند المأمون» تدوین شده‌است که در برگیرنده روایات در موضوع مناظره‌های علی بن موسی الرضا است. همچنین گزارش شده‌است که عبدالعزیز جلودی ازدی، از عالمان شیعی مذهب شهر بصره، کتابی را با عنوان مناظرات علی بن موسی الرضا تألیف کرده‌است. کتابی با عنوان مجالس الرضا مع اهل الادیان اثر حسن یا حسین بن محمد نوفلی هاشمی گزارش شده‌است که مشتمل بر مناظره‌های علی بن موسی الرضاست. کتاب دیگری از ریان بن صلت با عنوان الفرق بین الامه و الآل دیگر اثر در این زمینه است. در بخشی از کتاب وفاة الرضای اثر اباصلت هروی نیز به مناظره‌های رضا پرداخته شده‌است.

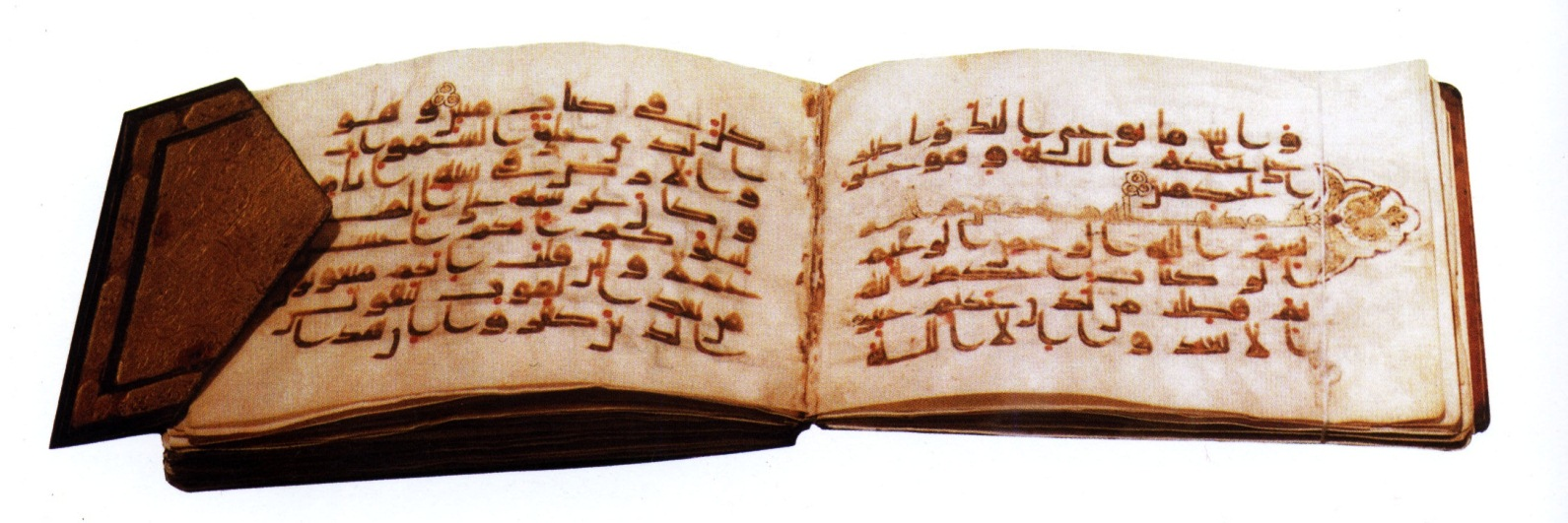
قرآنی خطی منسوب به علی بن موسی الرّضا، نگاه‌داری‌شده در موزهٔ آستان قدس رضوی

پژوهش‌های متعددی در باب مناظره‌های علی بن موسی الرضا صورت گرفته‌است. این پژوهش‌ها بیشتر در زمینه کلامی و فلسفی بوده‌است و کمتر از منظر زبان‌شناسی و تحلیل گفتمان به آن پرداخته شده‌است. حتی در برخی از این پژوهش‌ها که به تحلیل گفتمان پرداخته‌اند، از حیث جامعه‌شناسی، کلامی، اخلاقی یا تقریبی به بررسی مناظره‌ها پرداخته‌اند. در همین زمینه پژوهشی با عنوان «تحلیل گفتمان مناظره‌های امام رضا» به قلم حسن مجیدی در مجله فرهنگ رضوی منتشر شده‌است. در مقاله علمی و پژوهشی دیگری با عنوان «راهبردهای تقریب ادیان و مذاهب در سیره رضوی با تأکید بر مناظرات و احتجاجات» از فاطمه خادمی که در مجله فرهنگ رضوی منتشر شده‌است، به واکاوی راهبردهای علی بن موسی الرضا در مسئله تقریب ادیان و مذاهب پرداخته شده‌است. دیگر تحقیقات در این زمینه، «اصول علمی و اخلاقی مناظره‌های رضوی» اثر رضازاده کهنگی، «اخلاق مناظراتی و مناظرات اخلاقی در سیره رضوی و شیوه به‌کارگیری آن در کرسی آزادی‌اندیشی» اثر محمودی و «شاخص‌های اخلاقی در مناظرات رضوی» اثر غفاری را می‌توان یاد کرد.

## یادداشت
1. ↑  «أَنَّ مُوسَی بْنُ جَعْفَرٍ علیهما السلام کَانَ یَقُولُ لِبَنِیهِ هَذَا أَخُوکُمْ عَلِیُّ بْنُ مُوسَی عَالِمُ آلِ مُحَمَّدٍ فَاسْأَلُوهُ عَنْ أَدْیَانِکُمْ وَ احْفَظُوا مَا یَقُولُ لَکُمْ فَإِنِّی سَمِعْتُ أَبِی جَعْفَرَ بْنَ مُحَمَّدٍ علیهما السلام غَیْرَ مَرَّهٍ یَقُولُ لِی إِنَّ عَالِمَ آلِ مُحَمَّدٍ لَفِی صُلْبِکَ وَ لَیْتَنِی أَدْرَکْتُهُ فَإِنَّهُ سَمِیُّ أَمِیرِ الْمُؤْمِنِینَ عَلِیٍّ» ببینید: الحسنی، سیرة الائمة الاثنی عشر، ۲:‎ ۳۴۶.